# Кугей
Куге́й — село в Азовском районе Ростовской области.
Входит в состав Кугейского сельского поселения, являясь его административным центром.

## География
Расположен в 30 км (по дорогам) южнее районного центра — города Азова.

### Улицы
| - ул. Волгодонская, - ул. Восточная, - ул. Ленина, - ул. Лиманская, - ул. Молодёжная, - ул. Новая, - ул. Октябрьская, - ул. Первомайская, - ул. Пушкинская, - ул. Шевченко, - ул. Южная, | - пер. Гайдара, - пер. Зои Космодемьянской, - пер. Западный, - пер. Красноармейский, - пер. Пионерский, - пер. Почтовый, - пер. Северный, - пер. Советский, - пер. Центральный. |

## Население
| 1989 | 2002  | 2010  |
| ---- | ----- | ----- |
| 1369 | ↗1619 | ↗1704 |

## Достопримечательности
- На западной окраине села, в 2 километрах западее свино-товарной фермы находится памятник археологии — Курганный могильник «Кугей-3» (3 насыпи). Памятник датируется II тысячелетием до н. э. — XIV веком н. э. Решением Малого Совета облсовета № 301 от 18 ноября 1992 года могильник внесен в список объектов культурного наследия местного значения под кодом № 6100343000[3].

- На северной окраине села, в 400 метрах от молочно-товарной фермы находится памятник археологии — Курганный могильник «Кугей-1». Памятник датируется II тысячелетием до н. э. — XIV веком н. э. Решением Малого Совета облсовета № 301 от 18 ноября 1992 года могильник внесен в список объектов культурного наследия местного значения под кодом № 6100341000[4].